# Andowiak duży
Andowiak duży (Thomasomys praetor) – gatunek ssaka z podrodziny bawełniaków (Sigmodontinae) w obrębie rodziny chomikowatych (Cricetidae).

## Zasięg występowania
Andowiak duży występuje na zachodnich zboczach i międzyandyjskie dolinach północnych Andów w Peru między Huancabamba Depression a rzeką Marañón.

## Taksonomia
Gatunek po raz pierwszy zgodnie z zasadami nazewnictwa binominalnego opisał w 1900 roku brytyjski zoolog Oldfield Thomas nadając mu nazwę Oryzomys praetor. Holotyp pochodził ze wschodniego zbocza Páramo między San Pablo i Cajamarcą, na wysokości 4000 m, w Peru. 
Autorzy Illustrated Checklist of the Mammals of the World uznają ten takson za gatunek monotypowy.

### Etymologia
- Thomasomys: Oldfield Thomas (1858–1929), brytyjski zoolog, teriolog; gr. μυς mus, μυος muos „mysz”[7].
- praetor: łac. preator „przywódca, lider”[8].

## Morfologia
Długość ciała (bez ogona) 161–187 mm, długość ogona 180 mm (holotyp), długość ucha 23–25 mm, długość tylnej stopy 35–38 mm; brak szczegółowych danych dotyczących masy ciała. 

## Ekologia
Andowiak duży zamieszkuje górskie lasy i krzewiaste paramo. Gryzonie z tego gatunku są aktywne nocą, na ziemi, przypuszcza się, że może to być także gatunek nadrzewny.

## Populacja
Jest rzadki.

## Zagrożenia
Główne zagrożenia to wylesianie, fragmentacja siedliska, i rolnictwo.